# 黄花垫柳
黄花垫柳（学名：Salix souliei）为杨柳科柳属的植物，是中国的特有植物。分布在中国大陆的西藏、四川、青海、云南等地，生长于海拔4,200米至4,800米的地区，多生长于高山草地以及裸露岩石上，目前尚未由人工引种栽培。